# Campeonato Gaúcho de Futebol de 1982 - Série A
O Campeonato Gaúcho de Futebol de 1982, foi a 62ª edição da competição no Estado do Rio Grande do Sul. O campeonato teve seu início em 20 de julho e o término em 28 de novembro de 1982. Participaram 12 clubes, os seis melhores jogaram a fase final. O campeão deste ano foi o Internacional.

## Participantes
| - Brasil de Pelotas (Pelotas)29ª - Caxias (Caxias do Sul)21ª - Esportivo (Bento Gonçalves)12ª - Grêmio (Porto Alegre)40ª - Internacional (Porto Alegre)38ª - Inter-SM (Santa Maria) 16ª | - Juventude (Caxias do Sul)20ª - Novo Hamburgo (Novo Hamburgo)38ª - São Borja (São Borja)8ª - São Paulo (Rio Grande)12ª - Guarany-BA (Bagé)30ª (Rebaixado) - São José-PoA (Porto Alegre)12ª (Rebaixado) |

## Hexagonal
- Classificação

| 1º Internacional 19 pg 2º Grêmio 16 pg 3º Esportivo 12 pg | 4º Novo Hamburgo 07 pg 5º São Paulo 05 pg 6º Inter/SM 04 pg |

 PG: Pontos Ganhos
Nota: Grêmio, Internacional, Inter/SM e Esportivo entraram no hexagonal final com um ponto extra cada, pelas melhores campanhas na primeira fase.
Campeão:Internacional

## Artilheiro
- Geraldão (Internacional) 20 gols

## Campeão
| Campeonato Gaúcho de 1982          |
| ---------------------------------- |
| INTERNACIONAL Campeão (27º título) |

## Segunda Divisão
Campeão:Grêmio Bagé
2º lugar:Aimoré